# Lista de episódios de Os Casagrandes
Os Casagrandes (no original, The Casagrandes) é uma série de televisão de animação americana transmitida na Nickelodeon de 14 de outubro de 2019 a 30 de setembro de 2022. A animação é um spin-off de The Loud House, criado por Chris Savino, centra-se na família Casagrande, cuja situação é semelhante à da família Loud.

## Visão geral
| Temporadas | Temporadas | Episódios | Segmentos | Exibição original      | Exibição original      | Exibição no Brasil     | Exibição no Brasil     | Exibição em Portugal | Exibição em Portugal  |
| Temporadas | Temporadas | Episódios | Segmentos | Estreia                | Final                  | Estreia                | Final                  | Estreia              | Final                 |
| ---------- | ---------- | --------- | --------- | ---------------------- | ---------------------- | ---------------------- | ---------------------- | -------------------- | --------------------- |
|            | 1          | 20        | 38        | 14 de outubro de 2019  | 23 de outubro de 2020  | 3 de abril de 2020     | 27 de novembro de 2020 | 20 de abril de 2020  | 21 de janeiro de 2021 |
|            | 2          | 20        | 37        | 9 de outubro de 2020   | 10 de setembro de 2021 | 15 de dezembro de 2020 | 20 de janeiro de 2022  | 10 de maio de 2021   | 22 de março de 2022   |
|            | 3          | 20        | 37        | 17 de setembro de 2021 | 30 de setembro de 2022 | 21 de janeiro de 2022  | 6 de maio de 2023      | 23 de março de 2022  | 1 de dezembro de 2022 |

## Lista de episódios

### 1° Temporada (2019-2020)
| N.º na série | N.º na temp. | Título | Dirigido por                 | Escrito por                                 | Roteiro de                       | Exibição original | Cód. de produção | Audiência (milhões) |
| --- | ------------ | --- | ---------------------------- | ------------------------------------------- | -------------------------------- | --- | ---------------- | ------------------- |
| 1 | 1a1b         | "Going Overboard Manobras Radicais""Walk Don't Run Ande, Não Corra"                                        | Miguel PugaMike Nordstrom    | Alejandro Bien-WillnerRosemary Contreras    | Rebecca SchauerRaymond Santos    | 14 de outubro de 2019 3 de abril de 2020 20 de abril de 2020 14 de outubro de 2019 3 de abril de 2020 21 de abril de 2020                | 101              | ASD                 |
| "Going Overboard": Enquanto Frida se prepara para mostrar sua hip art a um dono de galeria chamado Romeo (Wilson Cruz), Ronnie Anne descobre que Carlos costumava ser um skatista chamado Carlos X e aprende alguns movimentos dele. Eles trabalham para manter as lições de Frida, que não queria que Carlos se machucasse. Quando Carlos se machuca com as constantes aulas noturnas que o esgotam, Ronnie Anne trabalha para esconder sua lesão de Frida. "Walk Don't Run": Ronnie Anne precisa de um novo skate depois de ser destruído pelos Gatos de Rua, enquanto que Sid quer quebrar um recorde ao som de uma música de k-pop. Depois disso, elas ajudam Nakamura, a passear com Nelson, seu cachorro, Ronnie Anne e Sid planejam passear com os cães: Ninja de Miranda, Buttercup da Sra. Flores, Fluffy e Pickles de Margarita, e Big Tony e Little Sal de Vito Filliponio, além de Lalo para fazer mais dinheiro. Elas devem trabalhar para manter os cães sob controle quando se trata de gatos de rua e de um rigoroso caçador de cães. |              | |                              |                                             |                                  | |                  |                     |
| 2 | 2a2b         | "New Haunts Novas Experiências""Croaked! Sapinho"                                                          | Mike NordstromMiguel Puga    | Gloria ShenLalo Alcaraz                     | Chelsea HoltDavid Teas           | 19 de outubro de 2020 2 de maio de 2020 27 de abril de 2020 26 de outubro de 2019 19 de maio de 2020 (no Mundo Nick) 24 de abril de 2020 | 103              | ASD                 |
| "New Haunts": No Halloween, Ronnie Anne e Sid foram convidados para a festa de Halloween da Kingston. Quando elas chegam, elas acham que não é uma festa a fantasia. Quando termina em desastre, Ronnie Anne e Sid tentam dar uma festa de Halloween na festa de skate realizada por Sameer, que é uma festa a fantasia. Enquanto isso, Bobby, C.J. e Carl montam o mercado para o Mercado Assombrado, enquanto Bobby ensina C.J. e Carl, o Vampiro Boogie. "Croaked!": No Dia dos Mortos, Ronnie Anne e Sid aprendem com Rosa sobre o Dia dos Mortos, quando Carl é enviado para traçar uma trilha para seus ancestrais seguirem. Como o sapo de estimação de Adelaide, Froggy, morreu, Ronnie Anne e Sid ajudam Adelaide a ensiná-la sobre o Dia dos Mortos alugando um sapo da Pete's Pets. Além disso, Adelaide quer ser visitada pelos espíritos da tia-avó Millie, Sr. Woodruff e Abraham Lincoln, fazendo com que Ronnie Anne e Sid os retratem com a ajuda de Carlos. Quando tudo dá errado, as meninas recorrem a Rosa em busca de ajuda. |              | |                              |                                             |                                  | |                  |                     |
| 3 | 3a3b         | "The Two of Clubs Embate de Clubes""Vacation Daze Clima de Férias"                                         | Mike NordstromMiguel Puga    | Richard GoodmanAdeline Colangelo            | Diem DoanNic Parris              | 2 de novembro de 2019 10 de abril de 2020 22 de abril de 2020 2 de novembro de 2019 10 de abril de 2020 23 de abril de 2020              | 102              | ASD                 |
| "The Two of Clubs": Na Academia Chávez, Ronnie Anne e Sid planejam escolher uma atividade que possam fazer juntas para não perder o tempo de espera. Elas tentam coisas como lucha libre, robótica, cerâmica, tricô e culinária, que dão errado. "Vacation Daze": Maria tem o dia de folga, pois Ronnie Anne quer passar o dia com ela. Como Maria chegou tarde, Rosa se preocupa com o fato de estar se desgastando enquanto a nova enfermeira Linda continua chamando ela. O resto da família começa a pedir ajuda para suas emergências e outras coisas para o desgosto de Ronnie Anne. |              | |                              |                                             |                                  | |                  |                     |
| 4 | 4a4b         | "Snack Pact Pacto de Lanche""The Horror-Scope A Previsão"                                                  | Mike NordstromMiguel Puga    | Rosemary ContrerasAdeline Colangelo         | Raymond SantosRebecca Schauer    | 9 de novembro de 2019 17 de abril de 2020 28 de abril de 2020 9 de novembro de 2019 17 de abril de 2020 29 de abril de 2020              | 104              | ASD                 |
| "Snack Pact": Enquanto a família Casagrande aguarda Rosa terminar de cozinhar, Ronnie Anne mostra o tamale que ela recebeu do novo food truck tamale no qual eles são enganchados. Para evitar que Rosa descubra, eles devem trabalhar para que os tamales usem todos os truques em posições diferentes, mesmo quando Sergio começa a pegá-los. "The Horror-Scope": Ronnie Anne assiste a um show estrelado por Ernesto Estrella (George Lopez) com Rosa, onde ela não acredita em horóscopos. Lincoln Loud está novamente na cidade e se encontra com Rita, enquanto Rosa suspeita que Ronnie Anne se apaixonará por Lincoln. Suspeitando que o feitiço de Ernesto tenha enfeitiçado Lincoln para se apaixonar por ela, Ronnie Anne faz com que Sid seja sua wingwoman. |              | |                              |                                             |                                  | |                  |                     |
| 5 | 5a5b         | "Arr in the Family O Dia da Família""Finders Weepers Achados e Perdidos"                                   | Mike NordstromMiguel Puga    | Richard GoodmanAlejandro Bien-Willner       | Diem DoanIsaiah Kim              | 16 de novembro de 2019 24 de abril de 2020 30 de abril de 2020 16 de novembro de 2019 24 de abril de 2020 1 de maio de 2020              | 105              | ASD                 |
| "Arr in the Family": Os Casagrandes estão planejando um dia em família. C.J. está pronto para um show de jantar de piratas, estrelado pelo Capitão Dave, enquanto Ronnie Anne planeja fazer com que C.J. seja escolhido para levantar a bandeira. Embora ela concorra com um garoto chamado Ralphie, que também quer ser escolhido. Isso leva a uma competição acirrada que leva C.J a assumir o cargo de capitão quando o capitão Dave é acidentalmente atirado em um canhão. "Finders Weepers": Ronnie Anne e Sid encontram uma bolsa de troco com uma nota de US $ 100 enquanto jogam Frisbee no mercado. Como Bobby não conhece ninguém que largou, ele sugere que elas o coloquem nos perdidos e encontrem onde nenhum dos inquilinos o possui. Elas logo são tentados a usar a nota de US $ 100, onde descobrem que ela pertence a Maybelle. Enquanto isso, Bobby começa a usar coisas dos perdidos e descobre se alguém reconhece seus itens onde ele faz uma aposta com Carl com sobremesa. |              | |                              |                                             |                                  | |                  |                     |
| 6 | 6a6b         | "Stress Test Estresse do Teste""How to Train Your Carl Como Treinar o Seu Carl"                            | Mike NordstromMiguel Puga    | Isabel GalupoRosemary Contreras             | Chelsea HoltDavid Teas           | 11 de janeiro de 2020 1 de maio de 2020 4 de maio de 2020 27 de janeiro de 2020 1 de maio de 2020 5 de maio de 2020                      | 106              | ASD                 |
| "Stress Test": Carlota e Bobby obtiveram suas pontuações da BAT (abreviação de Big Academic Tests) pelo correio. Enquanto Carlota se saiu bem, Bobby falhou devido à sua ansiedade em fazer os testes. Cada membro da família Casagrande trabalhou para ajudar Bobby a se preparar para os próximos testes da maneira que fosse possível. "How to Train Your Carl": Ronnie Anne, C.J. e Carl vão ao zoológico da cidade de Great Lakes, onde Becca organizou uma festa do pijama com o resto da família Chang. Durante a turnê noturna, Carl quer ver um dragão-de-komodo chamado Keyon que acaba sendo diurno. Ele foge do grupo de excursão para tentar encontrar Keyon, enquanto é perseguido por um macaco noturno chamado Nico que quer sua carne seca. Quando Carl não é encontrado lá, Becca vai procurá-lo enquanto Stanley a cobre. |              | |                              |                                             |                                  | |                  |                     |
| 7 | 7            | "Operation Dad Operação Papai"                                                                             | Miguel Puga                  | Adeline Colangelo & Whitney Wetta           | Raymond Santos & Rebecca Schauer | 20 de janeiro de 2020 8 de maio de 2020 18 de julho de 2020                                                                              | 107              | ASD                 |
| O Dr. Arturo Santiago está na cidade para uma conferência e tem a oportunidade de vigiar Ronnie Anne e Bobby enquanto Maria está em um fim de semana de spa. Ronnie Anne quer que seu pai se mude com eles. Ela planeja fazê-lo ficar com os Casagrandes com a ajuda de Bobby e seus primos. Depois que todas as tentativas falham, Sid a ajuda a parecer um punk com a ajuda de Casey, Nikki e Sameer. |              | |                              |                                             |                                  | |                  |                     |
| 8 | 8a8b         | "Flee Market Fugindo do Mercado""Copy Can't Chega de Imitar"                                               | Mike NordstromMiguel Puga    | Richard GoodmanIsabel Galupo                | Diem DoanIsaiah Kim              | 28 de janeiro de 2020 15 de maio de 2020 24 de agosto de 2020 29 de janeiro de 2020 15 de maio de 2020 25 de agosto de 2020              | 108              | ASD                 |
| "Flee Market": Lori Loud estará na cidade amanhã e tem um encontro marcado com Bobby. Com Hector indo a uma convenção de mercado, ele aconselha Bobby a deixar Ronnie Annie, CJ e Carl vigiar o mercado. Enquanto ele se dirige para Royal Woods para se encontrar com Lori, Bobby começa a se preocupar com a forma como eles estão lidando com o mercado, onde ele suspeita que eles possam causar problemas. "Copy Can't": Enquanto se preparava para uma corrida de kart com Sid, Ronnie Anne percebeu que Carlitos copiava os outros membros da família e nem sequer a fazia fazendo nada. Ronnie Anne trabalha para conquistar Carlitos, seguindo conselhos dos primos. Funciona muito bem onde Carlitos começa a aderir a Ronnie Anne por alguns dias depois. |              | |                              |                                             |                                  | |                  |                     |
| 9 | 9a9b         | "Away Game Fora de Casa""Monster Cash Dinheiro Monstro"                                                    | Mike NordstromMiguel Puga    | Rosemary ContrerasLaura Sreebny             | Chelsea HoltDavid Teas           | 22 de fevereiro de 2020 13 de julho de 2020 26 de agosto de 2020 22 de fevereiro de 2020 14 de julho de 2020 27 de agosto de 2020        | 109              | ASD                 |
| "Away Game": Arturo se mudou para um apartamento quando Ronnie Anne e Bobby o visitam. Preocupada que eles se mudassem para o apartamento de Arturo depois de ouvirem como é bom compará-lo a uma novela que ela viu, Rosa planeja mostrar a eles que o apartamento deles é melhor que Arturo enquanto amarra Sergio a ajudá-la. "Monster Cash": Margarita menciona sobre sua turnê fantasma em Nova Orleans. Ouvindo sobre isso, Carl planeja começar sua própria turnê fantasma, onde ele ouve sobre a lenda da Coca de Rosa. Com a ajuda de Lalo, Sergio e Stanley, Carl convida Ronnie Anne, Bobby, Adelaide e Vito para participar. Depois, Carl, Lalo e Sergio logo descobrem que a lenda da Coca parece verdadeira. |              | |                              |                                             |                                  | |                  |                     |
| 10 | 10a10b       | "Trend Game Por Dentro das Tendências""This Bird Has Flown Esse Pássaro Voou"                              | Mike NordstromMiguel Puga    | Alejandro Bien-WillnerAlec Schwimmer        | Raymond SantosRebecca Schauer    | 29 de fevereiro de 2020 19 de julho de 2020 28 de agosto de 2020 29 de fevereiro de 2020 16 de julho de 2020 31 de agosto de 2020        | 110              | ASD                 |
| "Trend Game": Ronnie Anne percebe, para seu desespero, que está realmente atrasada em todas as últimas tendências que acontecem na cidade de Great Lakes. Na tentativa de recuperar o atraso, Ronnie Anne pede a ajuda de Carlota e passa a levá-la para um dia divertido, fazendo as últimas tendências. Quando ela fala sobre seu dia com Sid, Casey, Sameer e Nikki, eles decidem ir junto para um dia divertido. Infelizmente, Carlota está muito ocupado no momento, forçando Ronnie Anne a improvisar. "This Bird Has Flown": Bobby está disputando o emprego do mês no mercado, mas Sergio continua arruinando as coisas para ele. Quando Sergio ganha o funcionário do mês, Bobby se enfurece e diz para ele ir embora e nunca mais voltar. Quando a família não consegue encontrar Sergio em nenhum lugar, Bobby, cheio de culpa, deve encontrá-lo antes que sua família perceba que ele era responsável por ele ir embora. |              | |                              |                                             |                                  | |                  |                     |
| 11 | 11a11b       | "V.I.P.eeved A VIP Zangada""Señor Class Senhor Aluno"                                                      | Mike NordstromMiguel Puga    | Adeline ColangeloRosemary Contreras         | Diem DoanIsaiah Kim              | 14 de março de 2020 17 de agosto de 2020 1 de setembro de 2020 14 de março de 2020 18 de agosto de 2020 2 de setembro de 2020            | 111              | ASD                 |
| "V.I.P.eeved": Carlota ganhou uma entrevista no vlog com a estrela pop Alisa Barela (Ally Brooke), que está se apresentando no Great Lakes Stadium, enquanto Carlota também trabalha em sua maquiagem. O resto da família segue junto onde eles fazem algumas coisas que quase a envergonham. Então Carlota trabalha para impedir que eles interfiram na entrevista do vlog. "Señor Class": Hector se matricula na Academia Cesar Chavez para concluir seus estudos quando o Mercado o impediu de concluir seus estudos anos atrás. Ele começa a fazer coisas que começam a afetar a vida escolar de Ronnie Anne e Carl. Agora os dois trabalham em um plano para fazê-lo desistir. Embora a tentativa mais recente de conseguir que Hector se inscrevesse pela culatra quando muita coisa é entregue ao Mercado. |              | |                              |                                             |                                  | |                  |                     |
| 12 | 12a12b       | "Fast Feud Comprando Briga""Never Friending Story História dos Piores Amigos"                              | Miguel Puga                  | Mike NordstromAlejandro Bien-Willner        | Chelsea HoltDavid Teas           | 28 de abril de 2020 19 de agosto de 2020 3 de setembro de 2020 30 de abril de 2020 20 de agosto de 2020 4 de setembro de 2020            | 112              | ASD                 |
| "Fast Feud": Uma nova lanchonete chamada Burger Blast se abriu do outro lado da rua, onde manteve Ronnie Anne e Sid acordadas com seu cheiro excitante, sinal luminoso e jingle alto. Não querendo passar pela mesma coisa todas as noites, Ronnie Anne e Sid tentam argumentar com seus gerentes Padma e Pierre. Quando a reclamação registrada não funciona, Ronnie e Sid trabalham para lidar com as travessuras da maneira que for possível. "Never Friending Story": Bobby não pode ir ver um filme sozinho. Por sugestão de Ronnie Anne, Bobby procura fazer amigos na cidade de Great Lakes. Depois de tentar fazer amizade com a Sra. Kernicky, Georgia, Sr. Nakamura, seu colega de classe Devon, e Maybelle, Bobby acaba encontrando um amigo em Par que também tem uma namorada de longa distância e o mesmo uso de produtos para o cabelo, embora os hábitos de busca de emoção de Par comece a encher Bobby de medo. |              | |                              |                                             |                                  | |                  |                     |
| 13 | 13a13b       | "Slink or Swim Fugir ou Nadar""The Big Chill Refrescando Tudo"                                             | Miguel PugaMike Nordstrom    | Leah LongoriaMichael Molina                 | Isaiah KimDiem Doan              | 30 de maio de 2020 16 de setembro de 2020 18 de novembro de 2020 30 de maio de 2020 17 de setembro de 2020 19 de novembro de 2020        | 112              | ASD                 |
| "Slink or Swim": A piscina da cidade de Great Lakes, que fica ao lado da quadra do apartamento dos Casagrandes, fica aberta durante a temporada, enquanto Hector leva a família à piscina. Carl reluta em entrar porque não sabe nadar e que não tirou a licença. Como salva-vidas certificado, Bobby planeja ensinar Carl a nadar em troca de que Carl ensina Bobby a amarrar os sapatos. "The Big Chill": Durante uma onda de calor, Ronnie Anne planeja adquirir um ar-condicionado para o prédio. Hector afirma que eles não podem pagar por um ar-condicionado e afirma que eles mesmos terão que ganhar o dinheiro. Quando ocorre uma feira de rua, Bobby leva Ronnie Anne e seus primos para vender Raspadinhas quando Hector aparentemente conserta a máquina. Depois que o fabricante de Raspadinhas quebra, as crianças precisam encontrar outras maneiras de arrecadar dinheiro. |              | |                              |                                             |                                  | |                  |                     |
| 14 | 14a14b       | "Karma Chameleon Cobra Camaleão""Team Effort Trabalho em Equipe"                                           | Mike NordstromMiguel Puga    | Rosemary ContrerasAlejandro Bien-Willner    | Chelsea HoltDavid Teas           | 16 de junho de 2020 18 de setembro de 2020 18 de novembro de 2020 18 de junho de 2020 18 de setembro de 2020 18 de novembro de 2020      | 115              | ASD                 |
| "Karma Chameleon": A família Chang sai da cidade no fim de semana e deixa os répteis da casa de répteis do zoológico da cidade de Great Lakes sob os cuidados dos Casagrandes, incluindo uma cobra camaleão chamada Cam. Devido ao fato de o Sr. Scully ter uma "regra de não répteis", pois tem medo de répteis, Ronnie Anne, Bobby, Carlota, CJ e Carl precisam escondê-los quando ele vem para instalar os novos detectores de fumaça no local. prédio de apartamentos. Quando Cam desaparece, eles devem trabalhar para encontrar Cam antes que o Sr. Scully o faça. "Team Effort": Na Academia Cesar Chavez, Ronnie Anne, Nikki, Sameer e Casey iniciam uma equipe de skate, já que o treinador Crawford (Jonathan Banks) considera o skate um incômodo. Para cumprir as regras e fazer com que o treinador Crawford aceite a equipe, Ronnie Anne coloca Sid e Laird na equipe. Quando atendem a algumas condições, o treinador Crawford afirma que deve vencer uma partida de qualificação depois da escola. |              | |                              |                                             |                                  | |                  |                     |
| 15 | 15a15b       | "Grandparent Trap Mandando os Avós em uma Cilada""Miss Step Passo em Falso"                                | Mike NordstromMiguel Puga    | Adeline ColangeloRebeca B. Delgado          | Raymond SantosRebecca Schauer    | 10 de agosto de 2020 14 de setembro de 2020 16 de novembro de 2020 11 de agosto de 2020 15 de setembro de 2020 17 de novembro de 2020    | 113              | ASD                 |
| "Grandparent Trap": Ao ver Frida assistir a um programa de entrevistas para consertar um relacionamento apresentado por uma mulher chamada Camila (Cristela Alonzo), Ronnie Anne vê sinais de que o casamento de Hector e Rosa está falhando. A fim de garantir que eles não se separem, Ronnie Anne convoca Carlota e C.J. para usar todos os truques para manter Hector e Rosa juntos. Quando a maioria deles falha com um deles por causa da interferência de Carl, Ronnie Anne os engana para conseguir uma aparição em "Camila" para ver se ela pode ajudá-los. "Miss Step": Enquanto trabalhava em um vestido usando Carlota como modelo, Frida informa a Ronnie Anne que eles farão o Baile Folklorico que faz parte da tradição de sua família. Quando Lalo acidentalmente fere Carlota, Ronnie Anne se oferece para tomar o lugar de Carlota. Frida coloca Ronnie Anne em um programa de treinamento robusto para aperfeiçoar suas habilidades no Baile Folklorico. Após Ronnie Anne descobrir que Carlota não está ferida, eles trabalham para sair do evento de qualquer maneira possível. |              | |                              |                                             |                                  | |                  |                     |
| 16 | 16a16b       | "Guess Who's Shopping for Dinner? Fazendo Compras para o Jantar""New Roomie Novo Colega de Casa"           | Mike NordstromMiguel Puga    | Alec SchwimmerRichard Goodman               | Raymond SantosRebecca Schauer    | 12 de agosto de 2020 12 de outubro de 2020 19 de novembro de 2020 13 de agosto de 2020 13 de outubro de 2020 25 de novembro de 2020      | 116              | ASD                 |
| "Guess Who's Shopping for Dinner?": Depois de assistir a um trailer do último filme de Phoebe Powers, "Bark Night", Rosa pede que Ronnie Anne a ajude a comprar ingredientes para o jantar, já que Sergio está ocupado dando uma festa de aniversário para Sancho. Para conseguir ver "Bark Night", Ronnie Anne trabalha com Rosa para conseguir os ingredientes. Ela logo descobre que um famoso crítico de comida está visitando o apartamento Casagrande e deve escolher entre ver o filme com Sid ou conseguir os ingredientes certos para Rosa antes que o crítico de comida chegue. "New Roomie": No Mercado Casagrande, Vito aparece informando que seu apartamento está inundado deixando-o sem casa. Rosa convence Hector a deixar Vito, Big Tony e Little Sal ficarem com eles até que seu apartamento seja consertado. Quando eles começam a se estender além das boas-vindas, Ronnie Anne e Bobby planejam encontrar outro lugar para Vito dormir, onde suas travessuras começam a irritar Carlos, Frida, os Changs, o Sr. Nakamura, a Sra. Kernicky e Alexis. |              | |                              |                                             |                                  | |                  |                     |
| 17 | 17a17b       | "Mexican Makeover" Transformação Mexicana"Uptown Funk Caos no Trem"                                        | Miguel PugaMike Nordstrom    | Lalo AlcarazRosemary Contreras              | Isaiah KimDiem Doan              | 18 de setembro de 2020 14 de outubro de 2020 23 de novembro de 2020 18 de setembro de 2020 15 de outubro de 2020 23 de novembro de 2020  | 117              | ASD                 |
| "Mexican Makeover": A mãe de Rosa, Mama Lupe (Angélica Aragón), está vindo para a cidade de Great Lakes para visitar a família Casagrande. Sabendo que ela não manteve a tradição da família, Rosa luta para conseguir Ronnie Anne, Bobby, Carlota, CJ e Carl para se certificar de que eles continuem as tradições da família, como aprender espanhol e comer comida mexicana antes da chegada de Mama Lupe. "Uptown Funk": Stanley se oferece para levar Adelaide em sua viagem de trem. Para aceitar a opção de trazer um amigo, Carl participa do chá de Adelaide, fazendo o papel de princesa ao beijar Froggy II, e da versão dela de El Falcon del Fuego. Achando-se acostumada a esse evento, Adelaide tenta pegar Froggy II quando ele é jogado por Carl, que é tentado pelos trens imaginários a tocar um botão. |              | |                              |                                             |                                  | |                  |                     |
| 18 | 18a18b       | "Bo Bo Business" Estratégia de Negócios"Blunder Party Festa com os Irritantes"                             | Miguel PugaMike Nordstrom    | Han-Yee LingMichael Molina                  | David TeasChelsea Holt           | 25 de setembro de 2020 16 de outubro de 2020 24 de novembro de 2020 25 de setembro de 2020 23 de novembro de 2020 24 de novembro de 2020 | 118              | ASD                 |
| "Bo Bo Business": Bobby trabalha para melhorar o mercado, o que não agrada Hector, que o dirige há décadas. Para provar que suas ideias funcionam, Bobby aceita uma oferta de emprego no Hong's, onde o Sr. Hong (Daniel Dae Kim) leva suas ideias e começam a funcionar. Isso vai bem até que ele começa a permitir que as pessoas tragam seus animais de estimação para fazer compras enquanto o Sr. Hong está no Parque Aquático da cidade de Great Lakes. "Blunder Party": Ronnie Anne e Sid organizam uma festa do pijama com tema de acampamento no telhado do apartamento com Casey, Laird, Nikki e Sameer. Sua festa do pijama é invadida por Carl e Adelaide. Alistando Rosa para convencê-los, Ronnie Anne e Sid permitem que eles participem da festa do pijama até adormecerem. As palhaçadas de Carl e Adelaide levaram Ronnie e Sid a mantê-los ocupados com uma caça ao tesouro pelo prédio. |              | |                              |                                             |                                  | |                  |                     |
| 19 | 19           | "Cursed! Amaldiçoados!"                                                                                    | Mike Nordstrom & Miguel Puga | Rosemary Contreras & Alejandro Bien-Willner | Raymond Santos & Rebecca Schauer | 25 de novembro de 2020 26 de novembro de 2020 21 de janeiro de 2021                                                                      | 119              | ASD                 |
| Rosa anuncia que Ernesto Estrella está vindo para a Cidade de Great Lakes para assinar um livro porque ela planeja ser uma das primeiras pessoas lá. Durante o acampamento, uma mensagem de Ernesto afirma que a Cidade de Great Lakes está com uma nuvem de azar sobre ela agora e retornará quando a nuvem desaparecer. Rosa acredita nisso enquanto trabalha para remover a maldição da má sorte de sua casa e não deixar ninguém sair do apartamento. Ronnie Anne convoca Bobby e seus primos para provar a Ernesto que a Cidade de Great Lakes não dá azar fazendo um vídeo dela. Devido a Sergio colocar muita ação naquele vídeo e mostrá-lo para Rosa, ela leva toda a família para fora da Cidade de Great Lakes e Bobby segue o conselho de Lori de ir morar com a família Loud. Para acabar com esse pesadelo, Ronnie Anne segue o conselho de Lisa para mostrar a ela que o azar pode acontecer em qualquer lugar. Nota: Na ordem de exibição na TV, este é o último episódio da 1° temporada. |              | |                              |                                             |                                  | |                  |                     |
| 20 | 20a20b       | "What's Love Gato Do With It?" O Que Amor Tem a Ver com Gato?"Dial M. for Mustard Disque M. para Mostarda" | Mike NordstromMiguel Puga    | Alec SchwimmerMichael Molina                | Diem DoanIsaiah Kim              | 16 de outubro de 2020 24 de novembro de 2020 25 de novembro de 2020 16 de outubro de 2020 25 de novembro de 2020                         | 120              | ASD                 |
| "What's Love Gato Do With It?": Na festa de aniversário de Alexis Flores, Bobby vai ao encontro da mágica Greta, a Grande (Kari Wahlgren), onde é hipnotizado e transformado em gato. Devido ao fato de Bobby ser chamado por Hector, Greta, a Grande, não conseguiu deixar de hipnotizá-lo fazendo com que um sino fizesse Bobby agir como um gato e a palavra mamão o restaurasse ao normal. Agora, os Casagrandes devem trabalhar para fazer Bobby voltar ao normal, quando Greta não consegue desfazer a hipnose. "Dial M. for Mustard": Enquanto exibia seu truque de vertigem, Ronnie Anne descobre que Bruno está participando do concurso de cachorro-quente da cidade de Great Lakes, onde o vencedor, Arturo é um dos jurados e o prêmio é uma viagem a Viena. Quando o carrinho de cachorro-quente de Bruno desaparece após sua pausa à tarde para ir ao banheiro, Ronnie Anne, Carl e CJ trabalham para resolver o mistério perguntando aos suspeitos Laird, Maybelle e Vito. Quando Hector é o último suspeito, Carl suspeita que ele eliminou o carrinho de cachorro-quente de Bruno para eliminar a concorrência até que eles encontrem o verdadeiro culpado em uma roupa de cachorro-quente. |              | |                              |                                             |                                  | |                  |                     |

### 2° Temporada (2020-2021)
| N.º na série | N.º na temp. | Título                                                   | Dirigido por              | Escrito por                              | Roteiro de                    | Exibição original                            | Cód. de produção | Audiência (milhões) |
| --- | ------------ | -------------------------------------------------------- | ------------------------- | ---------------------------------------- | ----------------------------- | -------------------------------------------- | ---------------- | ------------------- |
| 21 | 1a1b         | "The Kid Plays in the Picture""Achy Breaky Art"          | Miguel PugaMike Nordstrom | Alejandro Bien-WillnerHan-Yee Ling       | George O. HolguinChelsea Holt | 22 de janeiro de 2021                        | 201              | ASD                 |
| "The Kid Plays in the Picture": À luz do anúncio da Fortaleza do Falcão do El Falcon del Fuego, Carl planeja obtê-la quando Frida a marcar para seu aniversário. Inspirado nos vídeos de Carlota, Carl faz vídeos em que revê diversos brinquedos que não vão bem fazendo com que ele peça ajuda a Carlota o que leva a obter mais sucessos envolvendo Sergio. Toy Citi envia um pacote e uma carta onde ficam impressionados com a rixa na tela de Carl e Sergio até serem abordados por Monica da Super Duper Awesome Toys, que tem planos sinistros para suas análises de brinquedos. "Achy Breaky Art": Na Art Space Gallery, os Casagrandes visitam sua mostra de arte, onde Frida exibe suas obras. Romeo apresenta Frida a Artemio Alcarez do Great Lakes City Chronicles, que é conhecido por fazer e quebrar artistas. No dia seguinte, Frida descobre que Artemio fez críticas negativas contra ele. Para evitar que Frida descubra, Ronnie Anne, Bobby, Carlota, CJ e Carl trabalham para impedir Frida de ler a crítica de Artemio. Quando Frida lê a crítica, as crianças trabalham para vender a arte de Frida no leilão de arte na Art Space Gallery, que Artemio vai comparecer disfarçado. |              |                                                          |                           |                                          |                               |                                              |                  |                     |
| 22 | 2a2b         | "Fails from the Crypt""Bad Cluck"                        | Miguel PugaMike Nordstrom | Alec SchwimmerRosemary Contreras         | Rebecca SchauerRaymond Santos | 9 de outubro de 2020                         | 202              | ASD                 |
| "Fails from the Crypt": Sergio conta para Rosa e Hector que Ronnie Anne vai passar a noite no cemitério da cidade de Great Lakes, onde o Quarteto Sem Medo passaram uma vez lá. Após Hector ceder aos olhos de cachorro de Ronnie Anne, Ronnie Anne vai para o cemitério da cidade de Great Lakes com Sid, Nikki, Sameer, Casey e Laird enquanto trabalham para sobreviver à noite. Cada um deles é assustado um a um por coisas como um esqueleto, uma aranha gigante e um zumbi operado secretamente por Rosa, Hector, Sergio e Vito, que estão secretamente defendendo seu título de Quarteto Sem Medo original. "Bad Cluck": O apartamento dos Casagrandes está sendo assombrado por um fantasma de galinha que os atira com ovos, móveis possuídos e utensílios de cozinha. Devido às mensagens de texto de Hector, algumas pessoas tentam seus próprios remédios para se livrar do fantasma da galinha. Primeiro, o Sr. Nakamura ensina a eles um festival japonês que envolve jogar feijão nos fantasmas, o que não vai bem. Em seguida, Stanley Chang mostra a eles uma maneira de usar snap pops para assustar fantasmas, apenas para ele se assustar. Após o mal-entendido de Arturo, logo se descobre que o fantasma da galinha é o ex-rival de Sergio, Alfredo, que tem negócios pendentes com Sergio. Nota: Na ordem de exibição na TV, este é o primeiro episódio da 2° temporada. |              |                                                          |                           |                                          |                               |                                              |                  |                     |
| 23 | 3a3b         | "Guilt Trip Viagem da Culpa""Short Cut Cortando Caminho" | Mike NordstromMiguel Puga | Michael MolinaLeah Longoria              | Diem DoanIsaiah Kim           | 29 de janeiro de 2021 15 de dezembro de 2020 | 203              | ASD                 |
| "Guilt Trip": : Maria está pronta para uma semana de folga depois de voltar do hospital. Olhando através de seu anuário do ensino médio, Ronnie Anne e Bobby veem que ela foi votada como "Provavelmente para ver o mundo" e aprender com Rosa afirmou que ela o deixou de lado no dia em que Ronnie Anne e Bobby nasceram. Eles trabalham para ganhar concursos para dar a Maria uma viagem gratuita como a roda de prêmio no Hong's para uma viagem à Coreia, comendo a Pizza Colossal em uma viagem à Itália, ganhando uma viagem ao Japão através de uma partida de sumô e uma maratona de dança na Cidade dos Grandes Lagos onde o prêmio para a última pessoa em pé é uma viagem ao redor do mundo. "Short Cut": Depois de uma reforma em Margarita, Carlota fica sabendo que ela precisa passar no concurso de cabeleireiro para conseguir um certificado para trabalhar no spa das celebridades. Como o corte de cabelo de Carl acaba sendo desastroso, CJ se oferece para ajudar Carlota depois que ele arruma o cabelo de Carl. Ele a treina no corte de cabelo para que ela possa praticar o penteado de Margarita. Quando ela faz o concurso de cabeleireiro, Margarita quer um novo penteado que Carlota não praticava. Isso faz com que CJ cubra Carlota, que é seduzida a tirar um cochilo. Depois, Carlota é amarrada a uma tarefa de cabeleireiro quando sua assistente está doente e eles precisam cuidar da noiva, do pai e das damas de honra que estão indo para um casamento enquanto CJ a ajuda. |              |                                                          |                           |                                          |                               |                                              |                  |                     |
| 24 | 4a4b         | "No Egrets""Meal Ticket"                                 | Mike NordstromMiguel Puga | Han-Yee LingAlejandro Bien-Willner       | Chelsea HoltNic Parris        | 15 de fevereiro de 2021                      | 204              | ASD                 |
| "No Egrets": Sergio encontra um ninho no telhado e vai dormir nele. Os dois ovos eclodem em filhotes de garça-preta que pensam que Sergio é sua mãe. Rosa aconselha Sergio a criá-los, pois ela não sabe onde está sua verdadeira mãe. Ele começa a treiná-los para voar, tomar banho e vasculhar latas de lixo em busca de comida. Isso começa a afetar o tempo de Sergio com Sancho e os pombos. Quando os pássaros começam a afetar a festa de Sergio fazendo coisas que os colocam em perigo, Sergio deve agir quando forem atacados pelos Gatos da Rua. "Meal Ticket": 12 é Meia-Noite está se apresentando na cidade de Great Lakes enquanto Ronnie Anne e Sid planejam obter os ingressos. Eles não podem comprá-lo porque Sergio desativou a internet. Felizmente para eles, Casey pede-lhes para trabalhar com seu pai Alberto Cubano no caminhão de alimentos que está servindo comida cubana no concerto. Depois de serem treinados, Ronnie Anne e Sid trabalham para mover o caminhão cinco metros, onde o pé de Alberto é acidentalmente ferido por Reizuko, deixando Casey no comando enquanto Ronnie Anne e Sid lutam para ver o show. |              |                                                          |                           |                                          |                               |                                              |                  |                     |
| 25 | 5            | "Fool's Gold""Flight Plan"                               | Mike NordstromMiguel Puga | Rosemary ContrerasAlec Schwimmer         | Raymond SantosRebecca Schauer | 5 de fevereiro de 2021                       | 205              | ASD                 |
| "Fool's Gold": Enquanto limpava o estoque do Mercado Casagrande, Hector, Carl, CJ e Carlos encontram um mapa do tesouro feito por Pancho Villa que levaria qualquer um ao seu tesouro. Eles começam a resolver um enigma após o outro para encontrar o tesouro e trabalhar para manter a caça ao tesouro privada de todos os outros. Devido ao fato de Hector acidentalmente enviar uma mensagem de texto para a vizinhança, eles recebem alguma concorrência de Sergio, Maybelle, Vito, Big Tony, Little Sal, Stanley, Becca, Sr. Scully, Sra. Kernicky e Par. "Flight Plan": No aniversário deles, Carlos e Frida trocam presentes. Da parte de Frida, ela consegue um P-40 Warhawk para Carlos para eles montarem. Enquanto eles saem, o Sr. Nakamura e Nelson são escondidos por Carl, CJ e Carlitos. Quando eles o expulsam, Carlos e Frida recrutam Miranda, onde a expulsam também. Em seguida, Maybelle é chamada até que Carl a convence a sair, fazendo com que Carlos e Frida os tragam junto. Enquanto Carlos e Frida vão no P-40 Warhawk, Carl, CJ e Carlitos, sem saber, entram em um avião de IA que voa sozinho e decola com eles. |              |                                                          |                           |                                          |                               |                                              |                  |                     |
| 26 | 6            | "A Very Casagrandes Christmas"                           | Miguel Puga               | Michael Molina & Rebeca B. Delgado       | Diem Doan & Isaiah Kim        | 5 de dezembro de 2020                        | 206              | ASD                 |
| No Natal, os Casagrandes se preparam para a última noite de Las Posadas com Arturo presente. Enquanto se preparam para cantar para seus vizinhos, eles recebem visitantes da Família Chang que querem jantar com eles depois que Nico e Cam arruinaram seu jantar. Eles também se juntaram aos Nakamuras, Vito e seus cães, a Sra. Kernicky, os Flores e Maybelle, que se juntaram ao grupo por vários motivos. Todos os visitantes afetam os planos de Las Posadas de Ronnie Anne e Bobby, pois Rosa os aconselha a ter simpatia por eles. Ronnie Anne e Bobby trabalham para consertar os problemas de todos. Quando Arturo fica preso na Hi 'n' Buy, Ronnie Anne e Bobby vão ver como ele está. Canção: "Las Posadas Carol" de Bobby Santiago e os Casagrandes. |              |                                                          |                           |                                          |                               |                                              |                  |                     |
| 27 | 7            | "Teacher's Fret""An Udder Mess"                          | Mike NordstromMiguel Puga | Alejandro Bien-WillnerRosemary Contreras | Chelsea Holt Nic Parris       | 16 de fevereiro de 2021                      | 207              | ASD                 |
| "Teacher's Fret": Enquanto estava no parque com Ronnie Anne, Arturo revela a ela que começou a namorar. Ela fica chocada ao saber que o namoro em questão é com a Sra. Galiano. Enquanto fala sobre isso com Sid, Ronnie Anne afirma que afetará sua vida social se alguém que eles conhecem os vir namorando. Isso deixa Ronnie Anne se sentindo estranha, mesmo quando Becky os observa inventando. Sid ajuda Ronnie Anne a superar isso enquanto eles trabalham para separá-los de maneiras diferentes e eles ainda ficam juntos. Eles logo os levam a tentar fazer alguma falha de comunicação. "An Udder Mess": Ronnie Anne ganha dois ingressos VIP para Dairyland do fundo de uma garrafa de leite com chocolate, onde uma nova atração chamada Chocolate Milk Shaker está sendo lançada. Infelizmente, Ronnie Anne fica em conflito quando Lincoln e Sid querem que ela os traga. Seguindo o conselho da Abuela, Ronnie Anne vê sinais que apontam para os dois. Depois de não conseguir obter o ingresso adicional de Vito, onde acabou com Bruno, Ronnie Anne é abordada por Carl, que a ajuda a levar Ronnie Anne para Dairyland disfarçada de Tippy the Cow quando ela os dá para Lincoln e Sid. Nota: Nas transmissões de TV, a ordem dos segmentos deste episódio é invertida. |              |                                                          |                           |                                          |                               |                                              |                  |                     |
| 28 | 8            | "I, Breakfast Bot""Dynamic Do Over"                      | Mike NordstromMiguel Puga | Han-Yee LingAlec Schwimmer               | Raymond SantosRebecca Schauer | 17 de fevereiro de 2021                      | 208              | ASD                 |
| "I, Breakfast Bot": Rosa instrui Ronnie Anne, Carl, CJ e Sergio a cuidar de todas as tarefas enquanto ela vai desentupir o banheiro da família Flores. Com a ajuda de Sid, eles pedem a Breakfast-Bot para ajudar com os coros para que possam ver a estreia de "Popular Pranks". Eles começam a tirar vantagem do Breakfast-Bot e drenam toda a sua energia. Sid trabalha para carregar o Breakfast-Bot e fazer um upgrade para um novo modelo até causar uma revolução nos eletrodomésticos e bonecos de ação. "Dynamic Do Over": Carl aprende com Bobby que El Falcón del Fuego está fazendo uma sessão de autógrafos de quadrinhos na Ron's Comics. Depois que Carl descobre que o El Falcón del Fuego na sessão de autógrafos é um ator e não é real, Carl desiste dele, fazendo com que Bobby se vista como El Falcón para provar que o super-herói é real e convoca a família para ajudar. Quando os membros da família se passando por El Dragón, La Cobra e La Tortuga se unem, Bobby como El Falcón del Fuego os derrota, o que convence Carl até que um verdadeiro criminoso roube o Mercado. |              |                                                          |                           |                                          |                               |                                              |                  |                     |
| 29 | 9            | "Home Improvement""Undivided Attention"                  | Mike NordstromMiguel Puga | Michael MolinaHeidi Lux & Nikki Taguilas | Diem DoanIsaiah Kim           | 18 de fevereiro de 2021                      | 209              | ASD                 |
| "Home Improvement": É a vez de Laird ser o apresentador da noite de cinema e ele está cansado disso. Ronnie Anne, Sid, Nikki, Sameer e Casey descobrem que Laird tem vergonha de onde mora. Com Arturo de férias, Laird convence Ronnie Anne a deixá-la usar o apartamento de Arturo para se passar por sua casa, enquanto a faz parecer sua casa. Ronnie Anne e Laird trabalham para manter a charada durante o tempo do filme, onde assistem "Evil Hat Man: The Brimming" enquanto lidam com o retorno de Arturo. "Undivided Attention": Carlota começa a jogar "Fashion Safari" para a irritação de seus familiares por se distrair coletando os itens do jogo para o prêmio de $500,00 para compras. Carlos recruta um de seus alunos para ser tutor dela, pois ela suspeita que está em seu encontro. Ela conhece um menino Dacota-descendente chamado Charles Little Bull (Robbie Daymond) na Biblioteca da Cidade de Great Lakes, que começa a ser seu tutor enquanto ainda pensa que ela quer namorá-lo. Após as aulas cômicas na Biblioteca da Cidade de Great Lakes, Carlota se esforça para se livrar dele para que possa completar o jogo contra Carl em "Fashion Safari". |              |                                                          |                           |                                          |                               |                                              |                  |                     |